# Fernanfloo
Luis Fernando Flores Alvarado (sinh ngày 7 tháng 7 năm 1993), được biết đến với biệt danh Fernanfloo, là một Youtuber Gaming người Salvador. Với tổng số hơn 8 tỷ lượt xem, hơn 570 video và 40 triệu người đăng ký,  kênh của anh là kênh Youtube  có lượt đăng ký nhiều thứ 41 trên YouTube, và có lượt đăng ký nhiều thứ tư cho các kênh nói tiếng Tây Ban Nha chỉ sau El Reino Infantil, Badabun, và Germán Garmendia. Kênh của anh được đăng ký nhiều nhất ở El Salvador. 

## Sự nghiệp
Vào ngày 1 tháng 5 năm 2011, kênh  «Fernanfloo» được anh tạo ra  với sự kết hợp của Fernando Flores . Vào năm 2015, Fernanfloo cùng với BBTV đã tung ra một ứng dụng có tên là "The Fernanfloo Game", đã nhận được 2,3 triệu lượt tải xuống trong tuần đầu tiên phát hành . Năm 2016, anh được đề cử giải MTV Millennial 2016 ở hạng mục "MTV Millennial Awards" nhưng đã  trượt đề cử . Năm 2017, anh  lại một lần nữa được đề cử giải MTV Millennial 2017, lần này là ở hạng mục "Miaw icon of the year" và "Celebrity challenge",nhưng vẫn trượt đề cử và không may mắn nhận được giải thưởng trong năm đó.
Năm 2017, Fernanfloo tham gia bộ phim Dedicada a mi Ex của Ecuador và vào vai một người bồi bàn.Bộ phim này được phát hành vào ngày 8 tháng 11 năm 2019 tại Ecuador và đã gây được tiếng vang lớn This film was released on 8 November 2019 in Ecuador. Cùng năm đó, thông qua một video được tải lên vào ngày 6 tháng 8, anh  đã thông báo với người hâm mộ về việc xuất bản cuốn sách đầu tiên của anh ấy, một tiểu thuyết đồ họa có tựa đề Curly está en peligro 

Anh ấy đã chia sẻ về cuốn sách như sau:
(Tiếng Anh) He always gave a lot of excuses at the beginning, it was like I was very tired mentally, that I was already bored with what I was doing, I was no longer passionate about it, I no longer wanted to edit, many factors that were true, but the strongest is that I I got bored of getting into the routine of thinking about what video I am going to record, what gameplay, what minisketch, what questions and answers, how am I going to record, edit and publish, be aware of my social networks. When I fell asleep goat, another day began and the same thing, what am I going to record…. and so on for seven years.— Fernanfloo

.Về chủ đề của video, anh ấy nói rằng: «Tôi tin rằng nếu tôi tôn trọng những gì hiện tại mà tôi đã có, tôi sẽ tiếp tục làm chúng ngay cả khi nó không thường xuyên. Theo cách này, tôi  sẽ làm tốt hơn và tôi thích nó hơn. . Vào tháng 1 năm 2019, anh ấy đã thông báo về việc hợp tác với nhà phát triển trò chơi Capcom để có bản làm lại Resident Evil 2,Vào năm 2020, nhà phát triển BBTV đã công bố sự ra mắt của "Fernanfloo Party"
Vào ngày 16 tháng 9 năm 2021, Youtuber Bambiel,  được biết đến với bài hát có tựa đề "El Rap de Fernanfloo" (Bản Rap của Fernanfloo) đã cộng tác với Fernanflo để phiên dịch và xuất bản một bài hát Rap hoàn toàn dành riêng cho những antifan . Video âm nhạc đã tích lũy được hơn 4 triệu lượt truy cập và nhanh chóng lọt top 2 trending ] .và cán 10 triệu lượt xem vào ngày 24 tháng 9 năm 2021.

## Đời tư cá nhân
Luis Fernando Flores Alvarado  tự nhận mình là người vô tính và theo thuyết bất khả thi. 